# Histocidaris variabilis
Histocidaris variabilis är en sjöborreart som först beskrevs av Alexander Emanuel Agassiz och Hubert Lyman Clark 1907.  Histocidaris variabilis ingår i släktet Histocidaris och familjen piggsvinssjöborrar. Inga underarter finns listade i Catalogue of Life.